# Felipe Arizmendi Esquivel
Felipe Arizmendi Esquivel (Chiltepec, 1 de maig de 1940 ) és un cardenal i bisbe catòlic mexicà, des del 3 de novembre de 2017 bisbe emèrit de San Cristóbal de Las Casas.

## Biografia
Felipe Arizmendi Esquivel va néixer l'1 de maig de 1940 a Chiltepec, municipi de Coatepec Harinas, a l'estat de Mèxic.
Va rebre l'ordenació sacerdotal el 25 d'agost de 1963 , a l'edat de vint-i-tres anys, arribant a ser sacerdot de la diòcesi de Toluca.

### Ministeri episcopal i cardinalat
El 7 de febrer de 1991, el papa Joan Pau II el va nomenar, amb cinquanta anys, bisbe de Tapachula; va succeir a monsenyor Luis Miguel Cantón Marín, que va morir el 10 de maig de 1990 amb només cinquanta-un anys. Va rebre la consagració episcopal el 7 de març següent, a la catedral de Sant Josep de Tapachula, per la imposició de les mans de Girolamo Prigione, arquebisbe titular de Lauriaco i delegat apostòlic a Mèxic, assistit pels co-consagradors Adolfo Antonio Suárez Rivera, arquebisbe metropolità de Monterrey i futur cardenal, i Bartolomé Carrasco Briseño, arquebisbe metropolità d'Antequera; va prendre possessió de la diòcesi durant la mateixa cerimònia. Com a lema episcopal, el bisbe Arizmendi Esquivel va triar Cristo Unico Camino, que traduït significa "Crist l'únic camí".
L'any 1999 va ser elegit secretari general del Consell Episcopal Llatinoamericà, que reuneix l'episcopat d'Amèrica Llatina i del Carib, ocupant aquest càrrec fins a l'any següent.
El 31 de març de 2000, el papa Wojtyła el va nomenar, de cinquanta-nou anys, bisbe de San Cristóbal de Las Casas; va succeir a monsenyor Samuel Ruiz García, que va dimitir per haver arribat al límit d'edat després de dirigir la diòcesi durant quasi quaranta-un anys. Va prendre possessió de la diòcesi, a la catedral de San Cristoforo, l'1 de maig següent.
El 3 de novembre de 2017 , el papa Francesc va acceptar la seva renúncia al govern pastoral de la diòcesi de San Cristóbal de Las Casas per haver arribat al límit d'edat, d'acord amb el can. 401 § 1 del Codi de Dret Canònic, esdevenint bisbe emèrit a l'edat de setanta-set anys; el va succeir monsenyor Rodrigo Aguilar Martínez, traslladat de la seu de Tehuacán.
El 25 d'octubre de 2020, durant l'Àngelus, el mateix Papa va anunciar la seva creació com a cardenal en el consistori del 28 de novembre següent; és el quinze cardenal mexicà de la història de l'Església. Havent complert ja els vuitanta anys en el moment de la seva creació com a cardinal, no té dret a entrar al conclave i a ser membre dels dicasteris de la Cúria romana , d'acord amb l'art. II § 1-2 del motu proprio Ingravescentem Aetatem.
El 29 de novembre de 2020 va prendre possessió del títol de San Luigi Grignion de Montfort.